# Apoheterolocha
Apoheterolocha là một chi bướm đêm thuộc họ Geometridae.